# 稲八金天神社
稲八金天神社（いなはちこんてんじんじゃ）は瀧川政次郎によってその存在が報告される、明治末年（20世紀初頭）の神社合祀政策によって誕生した神社である。
当時の合祀政策は、明治39年（1906年）8月10日の勅令第220号「神社寺院仏堂合併跡地の譲与に関する件」を受けた同月14日の内務省通牒に基づき、「府県社以下神社ノ総数十九万三千有余中由緒ナキ矮小ノ村社無格社夥キニ居リ其ノ数十八万九千余ニ達」するので、その中から「神社ノ体裁備ハラス神職ノ常置ナク祭祀行ハレス崇敬ノ実挙ラサルモノ」を対象として、神社の「設備ヲ完全ナラシムル」と同時に「資産ヲ増加シ、維持ニ困難ナカラシメ」「尊厳ヲ計」るという名目の下、1村に鎮座する神社を基本的に1社にするという神社の整理を目的に行われた政策であるが、その結果氏子の地域や信仰の有無、由緒、規模に関わりなく、複数の神社の祭神を1つの神社に合祀して元の神社を廃したため、通牒前に190,265社あった神社は同42年には147,270社に減少、僅か3年間でおよそ43,000社の神社が取り潰された。
瀧川によれば、この時に稲八金天神社が創設され、その名称は最も多く合祀された稲荷神社、八幡宮、金刀比羅神社、天満宮という平安時代以降、各時代時代に盛んに信仰された流行神である神社であったため、それぞれの各頭文字を取って名付けられたものであり、特に「稲」字が筆頭であることから最も多く廃絶の憂き目を見たのが稲荷神社であったと推定され、また日本各地に創設を見たが、その数は合祀政策が極端に断行された和歌山県に最も多かったという。
この神社に対し瀧川は少年時代に「ふざけるな」と罵りたいほどの「いやな名称」であるとの印象を受けたといい、当時の合祀政策は廃仏毀釈に並ぶ「廃神毀社」であったと酷評する。また南方熊楠は「合祀後の稲八金天大明権現王子と神様の合資会社で、混雑千万、俗臭紛々難有味（ありがたみ）少しもなし」と評し、また「合祀後の南無帰命稲荷祇園金毘羅大明権現というような、混雑錯操せる、大入りで半札（はんふだ）をも出さにゃならぬようにぎっしりつま」った「俗神社」とも評して、これら合祀政策を「無識無学な」官公吏（そして「無義不道」の神職）による我利我欲を計った得たり賢しの「神狩り」であると痛烈に批判する。
その後、社名を改めるなどしたためか見られなくなり、瀧川が満州事変の後に中山太郎から聞いた話では「稲八金天神社もだんだん無くなって、今は和歌山県に二社を残すのみ」であったそうで、瀧川自身、和歌山県の具体的な所在地を覚えていないため、國學院大學日本文化研究所の沼部春友に調査を依頼したところ、昭和48年（1973年）の段階では既に1社も確認できない状態であったという。
但し、瀧川の報告事例は和歌山県に限ったもので、南方の感想も同県に関するもののようなので、和歌山県には一時期存在したようではあるが、日本各地に創設されたかどうかを含めて不明な点が多い。